# The Eagle and the Sparrow
The Eagle and the Sparrow è un cortometraggio muto del 1915 diretto da Burton L. King.

## Produzione
Il film fu prodotto dalla Selig Polyscope Company.

## Distribuzione
Distribuito dalla General Film Company, il film - un cortometraggio in una bobina - uscì nelle sale cinematografiche statunitensi il 10 marzo 1915.